# Bohpa maculata
Bohpa maculata är en stekelart som beskrevs av Darling 1991. Bohpa maculata ingår i släktet Bohpa och familjen puppglanssteklar. Inga underarter finns listade.